# Садовський Віталій Михайлович
Віталій Михайлович Садовський (* 7 грудня 1950, Западинці, Красилівський район, Хмельницька область — † 7 грудня 2009, Вроцлав, Польща) — український художник, іконописець.

## Життєпис
З 1 вересня 1966 навчався в Одеському морехідному училищі, яке закінчив з відзнакою. Після закінчення, працюючи на суднах, побував у різних країнах Азії, Африки, Океанії тощо.
1972—1976 — навчався у Львівському училищі декоративного та ужиткового мистецтва імені І.Труша, на спеціальності «настінний живопис».
1990 — виїхав до Польщі на постійне місце проживання.
1995 — вступив до Спілки художників Польщі. Займався переважно живописом, а також книжковою ілюстрацією, скульптурою, захоплювався художнім фото.
Полотна Садовського вирізняються особливим стилем та колористикою.
Його картини є у приватних галереях Японії, США, Канади, Німеччини та Польщі.
Багато і плідно працював іконописцем. До Вроцлавського собору св. Вінсента намалював між іншими Голгофу та ікони двох блаженних мучеників, перемиських владик: Блаженного Йосафата (Коциловського) та Блаженного Григорія (Лакоти) .
Його живописні твори пронизані гірким гумором, іронічним тоном та страдницькою задумою над людською долею. Багато черпав з досвіду таких майстрів, як Босх, Гойя, Бруно Шульц.
Похований на батьківщині, у с. Западинці (на Поділлі).

## Основні твори
- «Убивання мухи» (2004).
- «Автопортрет з Бруно Шульцом» (2007).
- «Смерть чорного крука» (2009) — остання робота.